# Clara Martínez Alberola
Clara Martínez Alberola (Valencia, 1963) es una abogada española y funcionaria europea. Desde marzo de 2018 hasta noviembre de 2019, ocupó el cargo de jefa de Gabinete del Presidente de la Comisión Europea, Jean-Claude Juncker .

## Formación
Clara Martínez Alberola estudió Derecho en Valencia, anteriormente había estudiado en el Colegio de Europa. Habla inglés, francés, italiano y algo de portugués.

## Carrera profesional
Martínez Alberola fue una de las primeras españolas en incorporarse a la Función Pública Europea en 1991, pocos años después de la adhesión de España a la Unión Europea. En la Comisión Europea, trabajó como experta en asuntos de mercado interior, ampliación y cuestiones farmacéuticas en la Dirección General de Mercado Interior, Industria, Emprendimiento y Pymes antes de convertirse en asesora del presidente de la Comisión Europea, José Manuel Barroso, en 2005.
Posteriormente, Clara Martínez Alberola ocupó el cargo de jefa de gabinete adjunto del presidente de la Comisión Europea, Jean-Claude Juncker, antes de ser nombrado jefe tras el ascenso de Martin Selmayr a secretario general. En ese momento, fue la primera mujer en ocupar el cargo de jefa de gabinete.
El 6 de enero de 2020, Martínez Alberola fue nombrada Adjunto al Jefe Adjunto del Grupo de Trabajo del Reino Unido, Michel Barnier, para las negociaciones comerciales posteriores al Brexit .

## Vida personal
Clara Martínez Alberola está casado con un abogado italiano. La pareja vive en Bruselas.